# Krępa (gromada w powiecie łowickim)
Krępa – dawna gromada, czyli najmniejsza jednostka podziału terytorialnego Polskiej Rzeczypospolitej Ludowej w latach 1954–1972.
Gromady, z gromadzkimi radami narodowymi (GRN) jako organami władzy najniższego stopnia na wsi, funkcjonowały od reformy reorganizującej administrację wiejską przeprowadzonej jesienią 1954 do momentu ich zniesienia z dniem 1 stycznia 1973, tym samym wypierając organizację gminną w latach 1954–1972.
Gromadę Krępa siedzibą GRN w Krępie utworzono – jako jedną z 8759 gromad na obszarze Polski – w powiecie łowickim w woj. łódzkim, na mocy uchwały nr 33/54 WRN w Łodzi z dnia 4 października 1954. W skład jednostki weszły obszary dotychczasowych gromad Krępa i Rogóźno (z wyłączeniem kolonii Góry-Rogóźno) ze zniesionej gminy Domaniewice oraz obszar dotychczasowej gromady Reczyce ze zniesionej gminy Łyszkowice w tymże powiecie. Dla gromady ustalono 20 członków gromadzkiej rady narodowej.
1 stycznia 1959 do gromady Krępa przyłączono przysiółek Grudze Nowe z gromady Jamno w tymże powiecie.
1 lipca 1968 gromadę zniesiono, a jej obszar włączono do gromady Domaniewice w tymże powiecie.